# Бібліотека № 15 для дітей (Київ, Голосіївський)
Бібліотека № 15 для дітей (Київ) Голосіївського району м. Києва розташована на Корчуватому.

## Адреса
- 03045, м. Київ вул. Набережно-Корчуватська, 92

## Опис
- Площа приміщення бібліотеки — 600 м², книжковий фонд — 24,3 тис. примірників.
- Щорічно обслуговує 4,0 тис. користувачів, кількість відвідувань за рік — 34,0 тис., книговидача складає 81,0 тис. примірників.

## Історія
- Бібліотека відкрита у жовтні 1969 року. У 1988 році переїхала в нове приміщення за адресою: вул. Набережно-Корчуватська, 92.
- У 1993—1997 рр. бібліотека № 15 для дітей плідно співпрацювала з Ґете-Інститутом в Україні.
- Починаючи з 1993 рр. при бібліотеці працює музейна кімната «Материнська світлиця», у якій популяризуються надбання історії, культури і традицій українського народу. Там знаходиться унікальна постійна виставка авторських виробів: рушники, народне вбрання, предмети декоративно-прикладного мистецтва, національні костюми, зразки глиняних виробів періоду Трипільської культури. Додатково у Материнській світлиці експонуються постійно оновлювані виставки художників-інвалідів.
- З 2006 року при бібліотеці працює мінімузей письменника О. С. Гріна. Його відкриття стало поштовхом для подальшої співпраці з Феодосійським літературно-меморіальним музеєм О. С. Гріна та регулярної участі в міжнародних Грінівських читаннях у м. Феодосія.
- Причетність до імені видатного романтика Олександра Гріна отримала свої розвиток та продовження у іншому культурологічному та просвітницькому проєкті. Починаючи з 2011 року при бібліотеці № 15 активно працює літературно-мистецький салон «Грінівська вітальня». У цьому салоні, зазвичай щосуботи, проходять творчі зустрічі із цікавими творчими особистостями, обдарованою молоддю, талановитими письменниками, поетами, бардами, музикантами. Найцікавіше із того, що відбувається у Грінівській вітальні, надалі популяризується в Інтернеті за допомогою відеороликів і сучасних інформаційних та інноваційних технологій.
- У 2011-початку 2013 рр. на відеоканалі Грінівської вітальні опубліковано понад 550 відеороликів. Цей відеоархів отримав назву Відеоантологія живої культури сучасності. Така важлива інноваційна, культурологічна та просвітницька робота в бібліотеці виконується на громадських засадах зусиллями команди однодумців, а також при підтримці управління культури Голосіївської районної в місті Києві державної адміністрації та ЦБС району.
- Завдячуючи активній популяризації творчості талановитих авторів Грінівська вітальня стала популярним та шанованим майданчиком для виступів авторитетних бардів, поетів та діячів культури не тільки Києва, України, а також близького та далекого закордоння (Луганськ, Звягель, Ірпінь, Боярка, Феодосія, Старий Крим, Коктебель, Судак, Євпаторія, Керч, Бахчисарай, Миколаїв, Астана (Казахстан), Москва (Росія), Мінськ (Білорусь), Париж і Лілль (Франція), Мілвокі (США), Франкенталь (Німеччина), Браззавіль (Конго) та ін.). Перелік авторитетних імен, чиї вечори проходили в Грінівській вітальні, є тому живим підтвердженням.
- Діяльність літературно-мистецького салону «Грінівська вітальня» є суттєвим доповненням до традиційних планових заходів, які проводяться в усіх бібліотеках ЦБС Голосіївського району м. Києва: книжкових виставок, презентацій книг, заходів до святкових дат, державних подій тощо.
- Бібліотека № 15 для дітей бореться за присвоєння імені геніального письменника, який на весь світ прославив Крим і Україну, творча спадщина котрого внесла суттєвий животворчий вклад у свідомість багатьох поколінь — видатного гуманіста і романтика Олександра Степановича Гріна.
- У різні роки діяльності бібліотеку № 15 для дітей очолювали:
  - Овчиннікова Людмила Петрівна
  - Бердичевська Анна Борисівна
  - Корсунська Олена Аркадіївна
  - З 1993-го року і до цього часу — Дубенюк Алла Іванівна, заслужений працівник культури України

## Партнери
- Партнери Бібліотеки № 15 для дітей: Національна спілка письменників України, Феодосійський літературно-меморіальний музей О.С. Гріна, Міжнародний Союз Козацтва, Африканська Рада в Україні, Росзарубіжцентр, Журнал «Радуга», ЗСШ № 273, Дитячий заклад № 596, Центр трудової реабілітації розумово відсталих інвалідів м. Києва філія з відділенням денного перебування соціально-побутової адаптації Голосіївського району, галерея творчості інвалідів «Ми духом незламні», дитячі студії, інші творчі організації.

## До послуг користувачів
- обслуговування в читальному залі;
- доступ до електронного каталогу;
- консультативна допомога бібліографа;
- тематичні бібліографічні ресурси з актуальних питань;
- віртуальні презентації;
- творчі акції, зустрічі з цікавими людьми;
- дні інформації, презентації, бібліографічні огляди тощо.